# گای رول

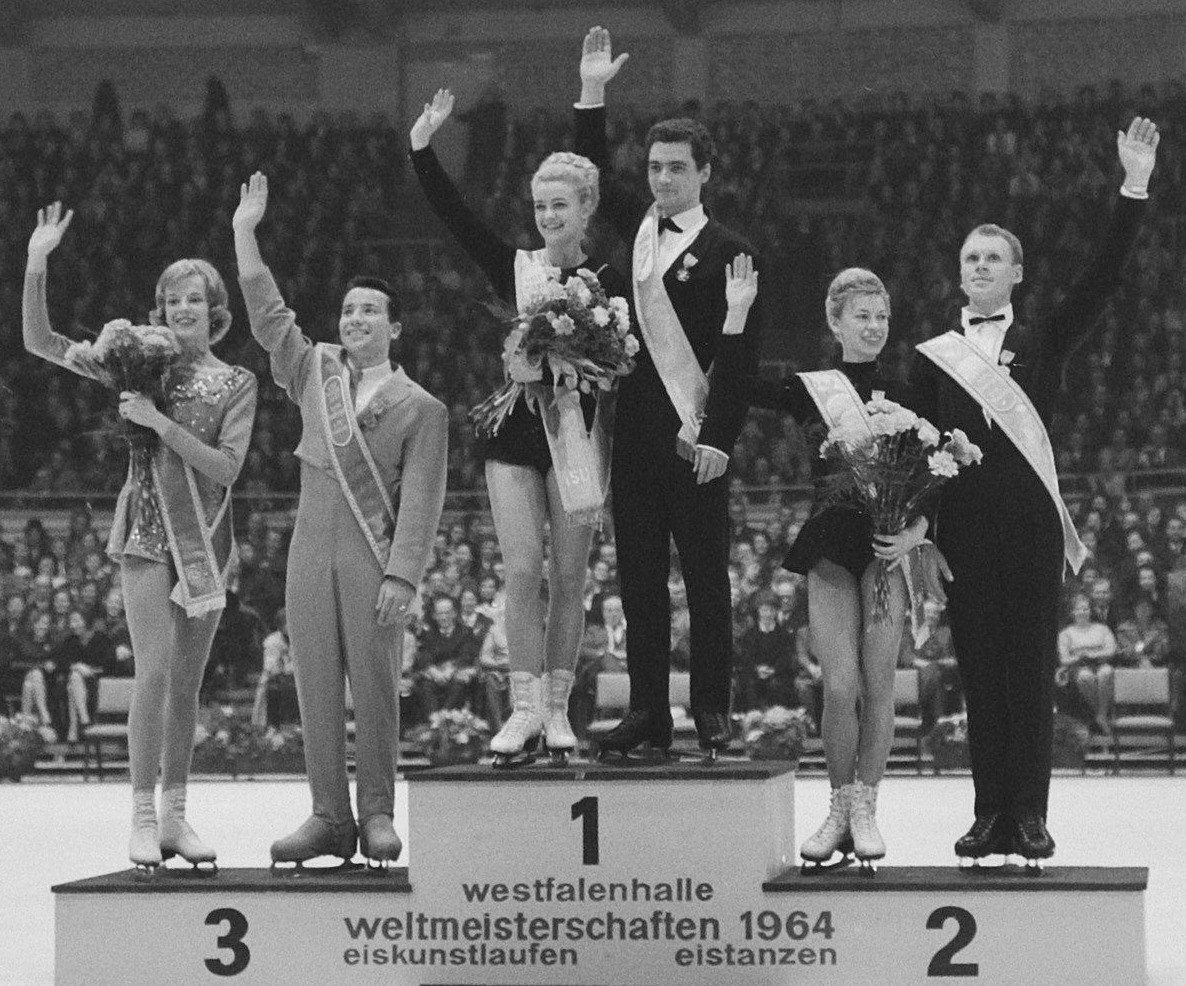

گای رول (انگلیسی: Guy Revell؛ ۲ اوت ۱۹۴۱ – ۱۱ مارس ۱۹۸۱) اسکیت‌باز نمایشی اهل کانادا بود.